# آنه، شارانته
انایس، چارنت (به فرانسوی: Anais, Charente) یک کمون در فرانسه است که در Canton of Saint-Amant-de-Boixe واقع شده‌است.

## خصوصیات
انایس ۹٫۸۷ کیلومترمربع مساحت و ۵۶۵ نفر جمعیت دارد و ۷۵ متر بالاتر از سطح دریا واقع شده‌است.